# Three address code
In informatica il Three Address Code (abbreviato in TAC o 3AC) è una forma di rappresentazione del codice intermedio utilizzata dai compilatori.
Ogni istruzione nel 3AC può essere descritta dalla quadrupla (operatore, operando1, operando2, risultato) che rappresenta l'operazione.
dove x (risultato), y (operando1) e z (operando2) sono variabili (temporanee o meno) e gli operandi possono anche essere delle costanti. Il simbolo {\displaystyle \operatorname {op} } indica un generico operatore (ad esempio un operatore aritmetico).
non sono rappresentabili in 3AC come singola istruzione, ma vanno scomposte in una serie equivalente di operazioni fondamentali:
{\displaystyle t_{1}:=y\times z}
{\displaystyle p:=x+t_{1}}

Nel momento in cui si desidera rappresentare delle istruzioni più complicate, comprendendo più degli operandi previsti, è possibile appoggiarsi a delle variabili temporanee. Di fatto il codice seguente, scritto in C
```
int
 
main
(){

    
int
 
x
 
=
 
3
;

    
int
 
y
 
=
 
(
2
+
x
)
*
5

}

```

Viene rappresentato con il Three Address Code come riportato di seguito:
```
x := 3;
t_0 := 2 + x;
y := t_0*5;
```

Una versione più raffinata del 3AC è data dallo static single assignment form (SSA).

## Esempio
```
int
 
main
(
void
)
 
{
 

    
int
 
i
;
 

    
int
 
b
[
10
];
 

    
for
 
(
i
 
=
 
0
;
 
i
 
<
 
10
;
 
++
i
)

    
{
 

        
b
[
i
]
 
=
 
i
*
i
;
 

    
}
 

}

```

Il precedente esempio in C, tradotto in Three Address Code, avrebbe indicativamente la forma seguente:
```
      i := 0                  ; assegnamento
L1:   if i < 10 goto L2       ; salto condizionato
      goto L3                 ; salto incondizionato
L2:   t0 := i*i
      t1 := &b                ; indirizzo dell'operazione
      t2 := t1 + i            ; t2 contiene l'indirizzo di b[i]
      *t2 := t0               ; salvataggio tramite dereferenziazione del 
puntatore

      i := i + 1
      goto L1
L3:
```